# Moonfleet & Other Stories
Moonfleet and Other Stories ist ein Studioalbum des irischen Musikers Chris de Burgh, das Ende 2010 veröffentlicht und anschließend 2011 auf seiner „Moonfleet-Tour“ musikalisch umgesetzt wurde.

## Hintergrund
Die Lieder des Albums basieren auf der englischen Erzählung Moonfleet des britischen Autors J. Meade Falkner aus dem Jahr 1898. Es ist ein klassischer Abenteuerroman, der von dem Küstenort Moonfleet von Schmugglern und der Jagd nach einem Diamanten des Gründers dieser Ortschaft John Mohune (wegen seines schwarzen Bartes auch Blackbeard genannt) erzählt. Chris de Burgh setzt die Geschichte und die tiefe Verbundenheit zwischen dem Jungen John Trenchard und seinem Ziehvater Elzevir Block, dem Besitzer der Taverne „Why Not?“, einerseits und der jugendlichen Liebe zwischen diesem Jungen und Grace, der Tochter des Friedensrichters Maskew, musikalisch um. Die Übergänge der Buchkapitel erfolgen jeweils durch kurze Passagen, in denen ein Erzähler zwischen den einzelnen Liedern das Thema aufnimmt und überleitet. So beginnen sowohl das Buch als auch das Album nach der Ouvertüre mit den Worten des Erzählers:

„THE village of Moonfleet lies half a mile from the sea on the right or west bank of the Fleet stream. …“

## Musikalischer Charakter
Chris de Burgh arbeitete für dieses Musikalbum mit dem Royal Philharmonic Orchestra zusammen, dessen Soundtrack Elemente der mit Hall und anderen elektronischen Effekten aufbereiteten Filmmusik verwendet. Aber auch Songs in einfacher akustischer Gitarrenbegleitung erklingen immer wieder im Wechsel zu hochdramatischen Sequenzen. Zur Untermalung der Erzählung dienen sowohl romantisch-lyrische, als auch die Natur beschreibende, teilweise ungewohnte Tonfolgen. Die Gesangsnummern aus dem Album sind zur Verdeutlichung des Inhalts durch kurze Zitate aus dem klassischen Songrepertoire der Seefahrt ergänzt. So erklingen mehrmals ein paar Takte aus dem Shanty Drunken Sailor. Neben sanften Piano-, Orgel- und Harfenklängen, harten Gitarrenriffs und dem Rauschen des Meeres erscheinen in diesem Album heroische Balladen in Piratenmanier, folkloristische irische Klänge, aber auch popmusikalische Melodiefolgen. De Burghs Album ist melodramatisch ausgerichtet und erzeugt mit seinen Musikeffekten beim Hören Stimmungen und Reminiszenzen an bekannte Abenteuerliteratur wie Robert Louis Stevensons Die Schatzinsel oder Die Entführung. Die Abenteuer des David Balfour von Shaw.

## Rezensionen
Insgesamt wurde das Album zumeist positiv aufgenommen, es gab jedoch auch kritische Stimmen. So schrieb Enjoli Liston im April 2011 anlässlich eines Konzerts in der Royal Albert Hall, „dass de Burghs Geschichten weitaus eindrucksvoller wären, wenn ein kleineres Orchester im Hintergrund spielte.“ De Burgh selbst schreibt über sein Album: „Wenn ich einmal aufhöre, Platten zu veröffentlichen – dieses wird immer eins sein, auf das ich stolz bin.“ „De Burgh hat viel Herz und Fantasie in sein neues Album mit dem Stoff aus Moonfleet gesteckt“, fand Stephen Cooke im Magazin Herald – Arts and Life.

## Besetzung und Chartplatzierungen
- Chris de Burgh – Gesang, Gitarre
- Phil Palmer – Gitarre, Begleitgesang
- Nigel Hopkins – Akkordeon, Moog Bass, Hammond-Orgel, Begleitgesang
- Chris Porter – Keyboard, Percussion und als Erzähler
- Pete Gordeno – Keyboard, Begleitgesang
- Geoff Dugmore – Trommel, Percussion, Begleitgesang
- Neil Taylor – Gitarre
- Jerry Meehan – Bassgitarre, Fagott, Begleitgesang
- Geoffrey Richardson – Bratsche, Fiddle, Banjo, Mandoline, Flöte, Begleitgesang
- Hazel Fernandez, Jakko Jakszyk – Begleitgesang
- IG Ltd. Chor für The days of our age

Die Orchesterstücke wurden mit dem Royal Philharmonic Orchestra in den Abbey Road Studios aufgenommen. Als Pianist und Arrangeur wirkte Chris Cameron mit, Dirigent war Nick Ingman.

## Moonfleet
Das Album enthält folgende Titel, die zum Moonfleetprojekt gehören.
1. The Moonfleet Overture – 5:03 – (‚Die Moonfleet Ouvertüre‘) ist ein Instrumentalstück, dass in das Thema einleitet. Sie enthält Anklänge zu den nachfolgenden Balladen.
2. The village of Moonfleet – 1:28 – (‚Die Ortschaft Moonfleet‘) Ein kurzer Erzählteil mit direktem Bezug zur Geschichte J. Meade Falkners.
3. The light on the Bay – 1:57 – (‚Das Licht in der Bucht‘) ist ein Lied über einen Schiffbruch in der Moonfleet Bay, bei dem die Ertrinkenden um Hilfe rufen und der Geist Blackbeards erwähnt wird, der jene verfolgt, welche die Hilferufe nicht erhören.
4. Have a care – 2:52 – (‚Sieh dich vor‘) erzählt von den Ereignissen in der Gruft. Hier benutzt Chris de Burgh die Worte von Grace Maskew, die sie zu John bei ihrem Abschied sagte. “Have a care, have a care, ’twas evilly come by.” (‚Sieh dich vor, sieh dich vor, es war von Übel daranzukommen.‘)
5. For two days and nights… – 1:14 – (‚Zwei Tage und Nächte…‘) Diese Erzählung berichtet von der Befreiung Johns aus der Gruft und der Aufnahme des Jungen durch Elzevir Block.
6. Go where your heart believes – 4:12 – (‚Gehe dorthin, woran dein Herz glaubt‘) ist eine Ballade über Jugendträume und die Wege ans Ziel zu gelangen. Den einfachen Weg oder den schwierigen. Der Ratschlag ist: “Folge deinem Herzen, wenn du dich entscheiden musst, folge deiner Bestimmung.”
7. The escape – 4:19 – (‚Das Entkommen‘) handelt von den Ereignisse, die zum Tode Maskews und der Verwundung Johns führten.
8. And so it was… – 0:29 – (‚Und so geschah es…‘) setzt die Geschichte in gesprochenen Worten fort.
9. The days of our age – 1:54 – (‚Die Tage unseres Alters‘) handelt von den Psalmen, welche die Geheime Botschaft enthalten. Es erinnert an ein Kirchenlied. (Der erste Teil des Lieds entstammt dem Buch der Psalmen aus dem Alten Testament. Es handelt sich um den Vers 10 des Psalm 90.[9])
10. The secret of the locket – 3:32 – (‚Das Geheimnis des Medaillons‘) erzählt von der Entdeckung der Bedeutung der Worte, die zum Brunnen in Carisbrook führen. Hier tauchen erneut die Worte von Grace auf. (Have a care!).
11. With heavy heart… – 0:37 – (‚Mit schwerem Herzen…‘) ist wieder ein Erzählteil, der von der letzten Begegnung von John und Grace handelt.
12. My heart’s surrender – 4:10 – (‚Die Preisgabe meines Herzens‘), ein Liebeslied für Grace.
13. Treasure and betrayal – 3:43 – (‚Schatz und Betrug‘) umfasst den Fund des Diamanten, den Betrug durch Aldobrand und die Einkerkerung von John und Elzevir. Auch hier wird das Thema ‘Have a care’ erneut eingebunden.
14. Moonfleet Bay – 3:06 – (‚Die Moonfleet-Bucht‘) berichtet von der bevorstehenden Überfahrt auf dem Gefangenenschiff, das schließlich in der Bucht von Moonfleet untergeht.
15. The Storm – 3:23 – (‚Der Sturm‘) Hier geht das Schiff unter und Elzevir rettet John ein letztes Mal das Leben, indem er ihm das Seil reicht, das er von den Rettern an Land zugeworfen bekommt.
16. Greater Love – 3:29 – (‚Größere Liebe‘) kann es nicht geben, als dass ein Mann für einen Freund sein Leben gibt. Das Lied erzählt von der Trauer Johns über den Tod seines väterlichen Freundes Elzevir.
17. In the years that followed… – 1:23 – (‚In den Jahren, die folgten…‘) berichtet über das Ende der Geschichte, die Erbschaft Johns und die Verwendung des Geldes für wohltätige Zwecke. Die Vermählung von John und Grace und davon, dass sie ihren ersten Sohn Elzevir nannten.
18. The Moonfleet finale – 3:00 – (‚Das Moonfleet Finale‘) fasst die vorherigen Songs noch einmal in einem Thema zusammen.

## Other Stories
Die weiteren Lieder auf diesem Album haben keinen Bezug zu dieser Geschichte und werden als Other Stories bezeichnet. Ihre Titel sind:
- Everywhere I go – 3:37 – (‚Wo immer ich gehe‘)
- The Nightingale – 3:48 – (‚Die Nachtigall‘) – Der Text basiert auf dem Gedicht The Nightingale and the Rose
- One life, one love – 3:42 – (‚Ein Leben, eine Liebe‘), Fortsetzung des Liedes Love Of The Heart Divine vom Album Quiet Revolution.
- Why Mona Lisa smiles – 3:37 – (‚Warum Mona Lisa lächelt‘)
- Pure joy – 3:06 – (‚Pure Lebensfreude‘)
- People of the World – 3:50 – (‚Menschen dieser Welt‘)